# دهستان پایدا
دهستان پایدا (به لاتین: Paide Parish) یک دهستان در استونی است که در شهرستان یروا واقع شده‌است.

## خصوصیات
دهستان پایدا ۳۰۰ کیلومترمربع مساحت و ۱٬۹۳۵ نفر جمعیت دارد.